# Arbroath
Arbroath of Aberbrothock (in het Schots-Gaelisch: Obair Bhrothaig, d.i. 'aan de monding van Brothock') is de grootste stad in het Schotse raadsgebied Angus. Het heeft een bevolking van 22.785.
In 1178 gaf koning Willem I van Schotland opdracht om er een klooster, Arbroath Abbey te laten bouwen. Hierdoor groeide de politieke en economische betekenis van de stad.
De stad is verder bekend van de Declaration of Arbroath. Dit is een brief uit de 14de eeuw, waarin de edelen van Schotland Paus Johannes XXII om erkenning van Schotland als autonome staat verzochten.

## Geboren
- James Chalmers (1782-1853), uitvinder
- Neil Arnott (1788-1874), geneesheer en uitvinder
- John Kirk (1832-1922), ontdekkingsreiziger en abolitionist
- John Benson (1942-2010), voetballer en voetbalmanager
- Morris Pert (1947-2010), componist, percussionist en pianist

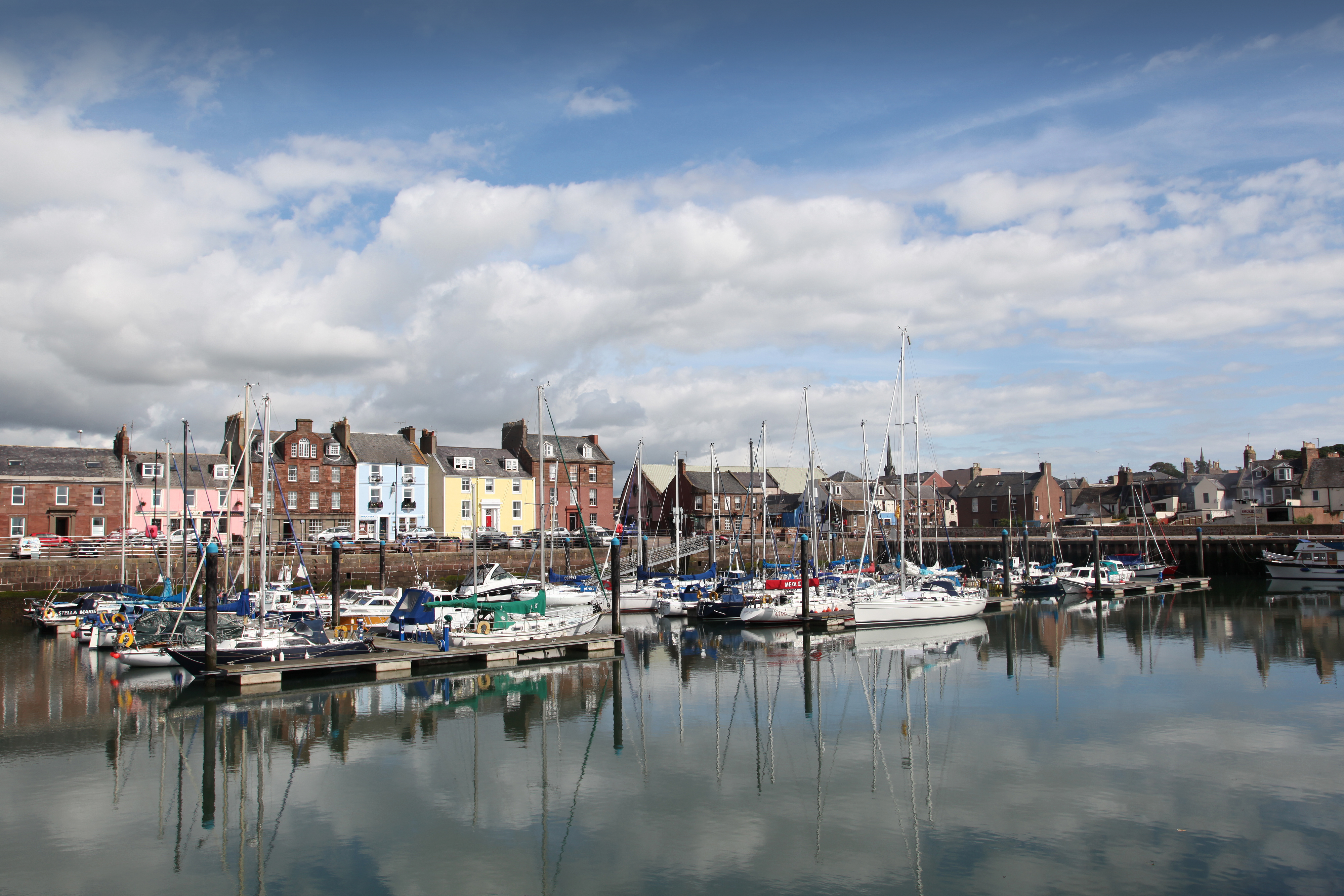
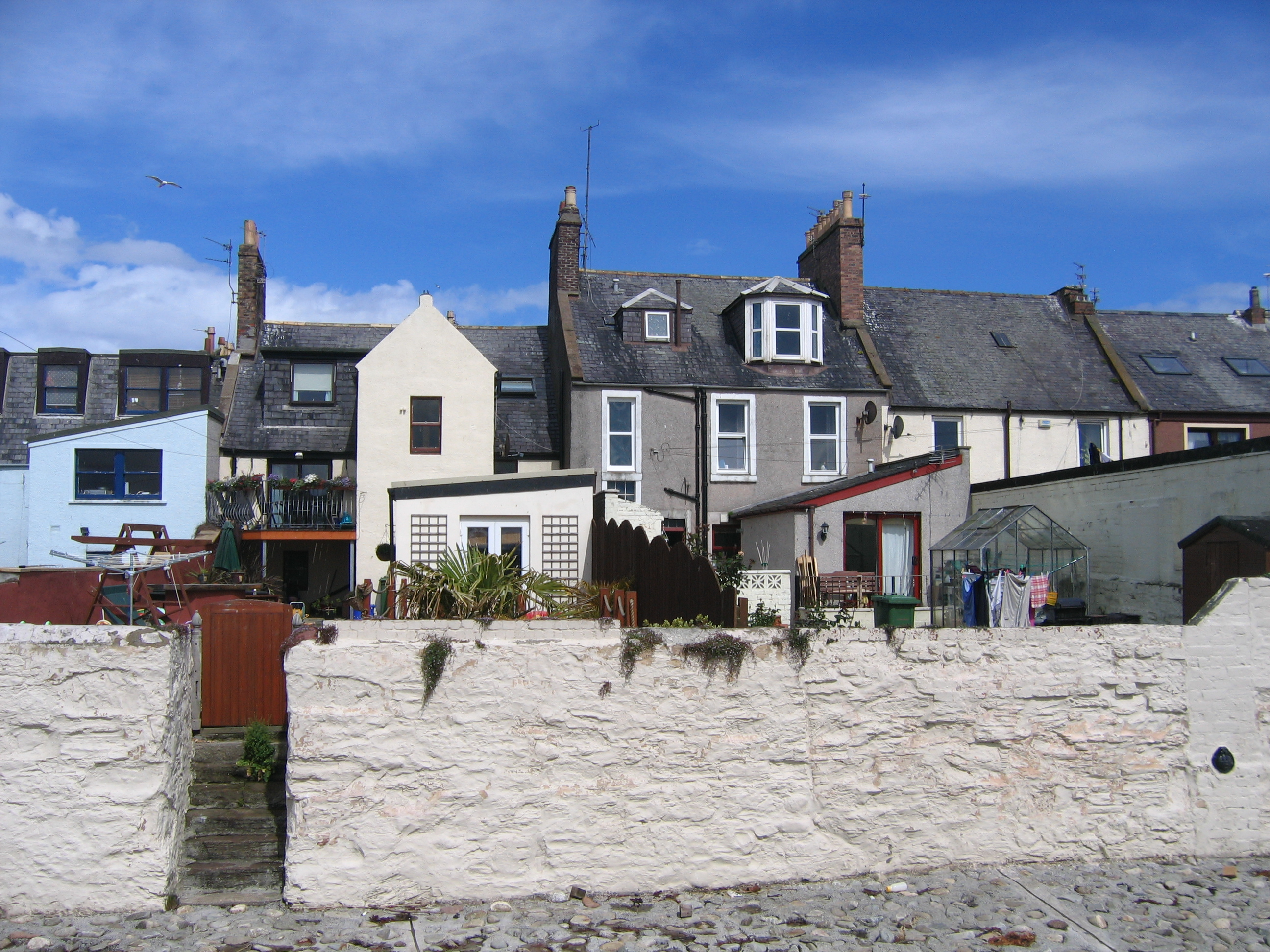

- Gavin Swankie (1983), voetballer